# سيدي علي بن يحيى
سيدي علي بن يحيى هو علي بن يحيى بن محمد بن عبد الجبار الفيكيكي من مواليد قصر المعيز بفكيك في المغرب أواخر القرن الثالث عشر. ارتحل هو وأحد إخوته نحو الشرق، فاستقر هو ببني عباس في حين استقر أخوه بمنطقة قورارة وأنشأ زاوية.
يعرف أحفاذه وذريته في بني عباس بأولاد رحو نسبتاً لأحد أبنائه.
توفي في بني عباس ودفن بها وله ضريح بالمقبرة القديمة لأولاد رحو.